# Мавлюдов, Алимжан Каюмович
Алимжан Каюмович Мавлюдов (23 февраля 1942, Саратов — 12 ноября 2011, там же) — советский и российский учёный-правовед, кандидат юридических наук, доцент, заведующий кафедрой криминалистического обеспечения расследования преступлений Саратовской государственной академии права (2001—2007), профессор кафедры (2002—2011) специалист по криминалистике и уголовно-процессуальному праву.

## Биография
Алимжан Каюмович Мавлюдов родился 23 февраля 1942 года в городе Саратове.
- 1965 год — 1969 год — учёба в Саратовском юридическом институте имени Д. И. Курского.
- 1969 год — 1970 год — следователь прокуратуры г. Балашова.
- С 1970 года — преподаватель Саратовского юридического института имени Д. И Курского.
- 1974 год — 1977 год — учёба в очной аспирантуре Саратовского юридического института имени Д. И Курского.
- 1980 год — защита диссертации на соискание учёной степени кандидата юридических наук на тему «Осмотр места происшествия по делам об авариях на водном транспорте» под руководством кандидата юридических наук, профессора В. В. Степанова.
- 1984 год — 1986 год — преподаватель Кабульского университета в Демократической Республике Афганистан.
- 1987 год — присвоено учёное звание доцента.
- 2001 год — 2007 год — заведующий кафедрой криминалистического обеспечения расследования преступлений Саратовской государственной юридической академии.
- 2002 год — избран на должность профессора кафедры по совместительству.

В период работы над кандидатской диссертацией им было разработано устройство для подводной съемки. Под его научным руководством защищена одна кандидатская диссертация.
Умер 12 ноября 2011 года в городе Саратове.

## Некоторые публикации

### Авторефераты и диссертации
- Мавлюдов А. К. Осмотр места происшествия по делам об авариях на водном транспорте. Дис. … канд. юрид. наук. — Саратов, 1979. — 212 с.
- Мавлюдов А. К. Осмотр места происшествия по делам об авариях на водном транспорте. Автореф. дис. … канд. юрид. наук. — Харьков, 1980. — 16 с.

### Монографии, учебные пособия
- Иванов Л. А., Мавлюдов А. К. Комплекты научно-технических средств и их применение в следственной работе. — Саратов: Издательство СГУ, 1978. — 141 с. — 1200 экз.
- Мавлюдов А. К. Осмотр места происшествия по делам об авариях на водном транспорте. — Саратов: Издательство СГУ, 1985. — 106 с.
- Францифоров Ю. В., Мавлюдов А. К. Криминалистика: учебное пособие. — Саратов: СВКИ, 2003. — 90 с.
- Мавлюдов А. К. Судебная видеозапись. — Саратов: Издательство СГАП, 2004. — 44 с.
- Потапова Н. Л., Мавлюдов А. К. Особенности расследования преступных нарушений правил охраны труда на предприятиях. — Москва: Издательство «Юрлитинформ», 2010. — 144 с.

### Статьи
- Мавлюдов А. К. Применение технических средств при осмотре места происшествия в водной среде // Вопросы теории и практики предварительного следствия в органах внутренних дел. По материалам научно-практической конференции, посвященной десятилетнему юбилею со дня образования предварительного следствия в МВД СССР : сборник. — Саратов: СГУ, 1973. — С. 115—122.
- Мавлюдов А. К. Классификация аварий на водном транспорте // Вопросы криминалистики и судебной экспертизы : сборник. — Саратов: СГУ, 1976. — № 1. — С. 106—114.
- Мавлюдов А. К. Возможности применения миноискателя «ИМП» под водой // Теория и практика криминалистики и судебной экспертизы : сборник. — Саратов: СГУ, 1978. — № 3. — С. 143—149.
- Мавлюдов А. К. Вопросы обеспечения безопасности участников осмотра в водной среде // Актуальные вопросы советской юридической науки. Ч. 2 : сборник. — Саратов: СГУ, 1978. — № 3. — С. 143—145.
- Мавлюдов А. К. Особенности осмотра трупов людей, извлеченных из воды или погибших в результате аварии на водном транспорте // Теория и практика криминалистики и судебной экспертизы : сборник. — Саратов: СГУ, 1982. — № 4. — С. 30—39.
- Мавлюдов А. К. Особенности осмотра места происшествия по делам об авариях на водном транспорте // Теория и практика криминалистики и судебной экспертизы : сборник. — Саратов: СГУ, 1986. — № 5. — С. 45—52.
- Мавлюдов А. К. Особенности применения поисковых приборов в водной среде // Теория и практика криминалистики и судебной экспертизы : сборник. — Саратов: СГУ, 1994. — № 9. — С. 14—18.
- Мавлюдов А. К. О предъявлении для опознания подозреваемых и обвиняемых // Теория и практика криминалистики и судебной экспертизы : сборник. — Саратов: СГАП, 2004. — № 12. — С. 70—75.
- Юрин В. М., Мавлюдов А. К. Криминалистика в жизни профессора В. В. Степанова // Вестник СГАП : журнал. — Саратов: СГАП, 2004. — № 3 (40). — С. 187—188.
- Мавлюдов А. К. О применении цифровой фотосъемки при осмотре места происшествия // Современная юридическая наука и правоприменение: сборник статей по материалам Всероссийской научно-практической конференции, проводимой в рамках Вторых Саратовских правовых чтений (Саратов, 28-29 мая 2009 г.) : сборник. — Саратов: СГАП, 2009. — С. 302—305.
- Кобцова Т. С., Мавлюдов А. К. Фиксация показаний лиц, допрошенных в суде. Особенности протоколирования, применения кино-, аудио- и видеосъемки и иных технических средств фиксации // Вестник СГАП : журнал. — Саратов: СГАП, 2010. — № 3 (73). — С. 155—160.
- Мавлюдов А. К. Применение поисковых средств для обнаружения затонувших судов при расследовании аварий на водном транспорте // Право и его реализация в XXI веке: сборник научных трудов (по материалам Международной научно-практической конференции, посвященной 80-летию Саратовской государственной юридической академии, Саратов, 29-30 сентября 2011 г.): в 2 ч.. Ч. 1 : сборник. — Саратов: СГАП, 2011. — С. 157—159.

## Награды
- Почётный работник высшего профессионального образования Российской Федерации
- Почётная грамота администрации города Саратова
- Нагрудный знак «Воину-интернационалисту»